# Fran Tudor
Fran Tudor (Zagreb, 27 september 1995) is een Kroatisch voetballer die doorgaans als verdediger speelt. Hij tekende in januari 2020 bij Raków Częstochowa. Dat lijfde hem transfervrij in nadat een halfjaar eerder zijn contract bij Hajduk Split afliep. Tudor debuteerde in 2017 in het Kroatisch voetbalelftal.

## Carrière
Tudor speelde in de jeugd van drie verschillende clubs in Zagreb en een halfjaar in die van Panathinaikos. Hij keerde in februari 2015 terug naar Kroatië, waar hij een contract tekende bij Hajduk Split. Hiervoor debuteerde hij op 18 april 2015 in het eerste elftal. Dat verloor die dag een competitiewedstrijd in de 1. HNL, thuis tegen HNK Rijeka (1–2). Tudor kreeg een basisplaats en maakte in de 44e minuut 1–0 voor Hajduk Split.

## Clubstatistieken
| Seizoen     | Club              | Competitie  | Competitie | Competitie | Beker | Beker | Internationaal | Internationaal | Totaal | Totaal |
| Seizoen     | Club              | Competitie  | Wed.       | Dlp.       | Wed.  | Dlp.  | Wed.           | Dlp.           | Wed.   | Dlp.   |
| ----------- | ----------------- | ----------- | ---------- | ---------- | ----- | ----- | -------------- | -------------- | ------ | ------ |
| 2014/15     | Hajduk Split      | 1. HNL      | 7          | 2          | 1     | 0     | 0              | 0              | 8      | 2      |
| 2015/16     | Hajduk Split      | 1. HNL      | 31         | 7          | 5     | 0     | 7              | 0              | 43     | 7      |
| 2016/17     | Hajduk Split      | 1. HNL      | 27         | 3          | 3     | 2     | 4              | 1              | 34     | 6      |
| 2017/18     | Hajduk Split      | 1. HNL      | 20         | 2          | 3     | 0     | 4              | 0              | 27     | 2      |
| 2018/19     | Hajduk Split      | 1. HNL      | 24         | 1          | 2     | 0     | 1              | 0              | 27     | 1      |
| Club totaal | Club totaal       | Club totaal | 109        | 15         | 14    | 2     | 16             | 1              | 139    | 18     |
| 2019/20     | Raków Częstochowa | Ekstraklasa | 6          | 0          | 0     | 0     | –              | –              | 6      | 0      |
| Club totaal | Club totaal       | Club totaal | 6          | 0          | 0     | 0     | 0              | 0              | 6      | 0      |

Bijgewerkt t/m 18 april 2020

## Interlandcarrière
Tudor debuteerde op 11 januari 2017 in het Kroatisch voetbalelftal, tijdens een oefeninterland in Nanning in het kader van de China Cup, tegen Chili (1–1, 5–2 verlies na strafschoppen). Hij viel in de 57e minuut in voor Filip Ozobić. Ook zijn tweede interland (tegen China) behoorde tot dit vriendschappelijke toernooi. Tudor maakte op 28 mei 2017 zijn eerste interlanddoelpunt. Hij zorgde die dag voor de 0–2 tijdens een met 1–2 gewonnen oefeninterland tegen Mexico.